# Сытин, Сергей Валерьевич
Серге́й Вале́рьевич Сы́тин (укр. Сергій Валерійович Ситін; 19 июля 1982, Донецк, СССР) — украинский футболист, игрок в мини-футбол. Нападающий московского клуба «Дина» и сборной Украины по мини-футболу.

## Биография
Воспитанник донецкой СДЮШОР «Шахтёр». Начинал свою мини-футбольную карьеру в донецких клубах «Телеком» и «Шахтёр», с последним стал четырёхкратным чемпионом и двукратным обладателем кубка Украины. В сезоне 2006-07 стал лучшим бомбардиром украинского чемпионата и Кубка УЕФА по мини-футболу, после чего перешёл в клуб российской Суперлиги «Спартак-Щёлково». Двумя сезонами позже, после того как щёлковский клуб покинул Суперлигу из-за финансовых проблем, подписал контракт с московской «Диной».
В составе сборной Украины по мини-футболу — участник трёх чемпионатов Европы (2003, 2005, 2007) и одного чемпионата мира (2004). Серебряный призёр ЧЕ - 2003.

## Достижения
- Чемпион Украины по мини-футболу (4): 2002, 2004, 2005, 2006
- Обладатель Кубка Украины по мини-футболу (3): 2003, 2004, 2006
- Серебряный призёр Чемпионата Европы по мини-футболу (1): 2003
- Чемпион России по мини-футболу (1):  2014